# فرد بلرين
فرد بلرين هو مؤلف وموسيقي وكاتب سيناريو وملحن ومغني كندي، ولد في 22 نوفمبر 1976 في Mauricie ‏ في كندا.

## وصلات خارجية
- فرد بلرين على موقع IMDb (الإنجليزية)
- فرد بلرين على موقع ميوزك برينز (الإنجليزية)
- فرد بلرين على موقع أول ميوزيك (الإنجليزية)
- فرد بلرين على موقع ديسكوغز (الإنجليزية)
- فرد بلرين على موقع قاعدة بيانات الفيلم (الإنجليزية)